# Macrognathus siamensis
Macrognathus siamensis és una espècie de peix pertanyent a la família dels mastacembèlids.

## Descripció
- Fa 30 cm de llargària màxima.
- Nombre de vèrtebres: 75.
- 13-19 espines i 53 radis tous a l'aleta dorsal.
- 49 radis tous a l'aleta anal.[3][4]

## Alimentació
Menja larves d'insectes bentònics, crustacis i cucs.

## Hàbitat
És un peix d'aigua dolça, bentopelàgic i de clima tropical.

## Distribució geogràfica
Es troba a Àsia: Cambodja, Laos, Tailàndia i el Vietnam, incloent-hi els rius Mekong, Chao Phraya i Mae Klong.

## Ús comercial
Es comercialitza fresc i és freqüent al comerç de peixos d'aquari.

## Observacions
És inofensiu per als humans.